# Neohaploglenius rondonianus
Neohaploglenius rondonianus är en insektsart som beskrevs av Penny 1982. Neohaploglenius rondonianus ingår i släktet Neohaploglenius och familjen fjärilsländor. Inga underarter finns listade i Catalogue of Life.